# Engada Iruthinga Ivvalavu Naala
Engada Iruthinga Ivvalavu Naala (¿Dónde estuviste todos estos días?) es una película india en tamil de comedia romántica de 2021 dirigida por Kevin y protagonizada por Akhil e Ishara Nair en los papeles principales. Producida por Thilaka Arts, fue estrenada el 26 de marzo de 2021.

## Reparto
- Akhil como Sanjay
- Ishara Nair
- Manishajith como Kanimozhi
- Sahana Sheddy
- Krishnapriya
- Kausalya como La madre de Sanjay
- Kevin
- Super Subbarayan como Nadangkannu
- K. Sivasankar como Master
- Rajendran como Nesamani
- Manobala como Ganesan
- Yogi Babu
- Bala Singh como Master
- Shakeela como Shakeela
- Mippu
- Lokesh

## Producción
Kevin hizo su debut como director con la película, veinte años después de intentar irrumpir en la industria cinematográfica. La película comenzó a producirse a principios de 2016 y Akhil fue elegido para el papel principal. Cuatro actrices firmaron para protagonizar la película: Ishara Nair, Manishajith, Sahana y Krishnapriya. Rajendran firmó para interpretar a un financiero en la película, mientras que Yogi Babu también filmó para escenas adicionales. El equipo técnico incluyó al editor experimentado Suresh Urs y al director de acrobacias Super Subbarayan.
En junio de 2016, Ishara Nair se quejó de que Kevin la había sometido a acoso sexual en los rodajes de la película. Agregó que el director había desperdiciado sus citas, al mismo tiempo que hizo avances no deseados durante el rodaje.
A lo largo de 2020, Kevin intentó encontrar distribuidores para estrenar la película a través de un servicio de medios exagerado, pero la falta de actores de alto perfil en la película significó que no había interesados.

## Lanzamiento
La película se estrenó en Tamil Nadu el 26 de marzo de 2021. Un crítico de Maalaimalar dio a la película una crítica mixta, citando que carecía de entusiasmo.
 